# Cephalotes pusillus
Cephalotes pusillus är en myrart som först beskrevs av Johann Christoph Friedrich Klug 1824.  Cephalotes pusillus ingår i släktet Cephalotes och familjen myror. Inga underarter finns listade.

## Bildgalleri

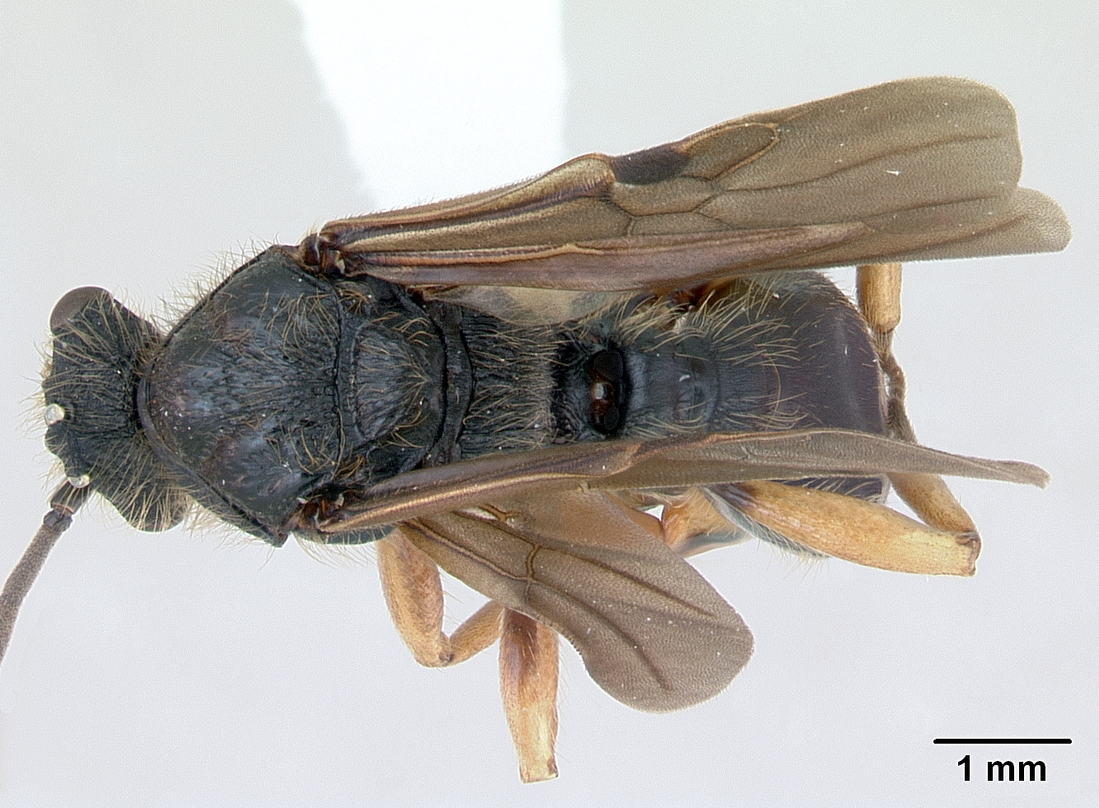
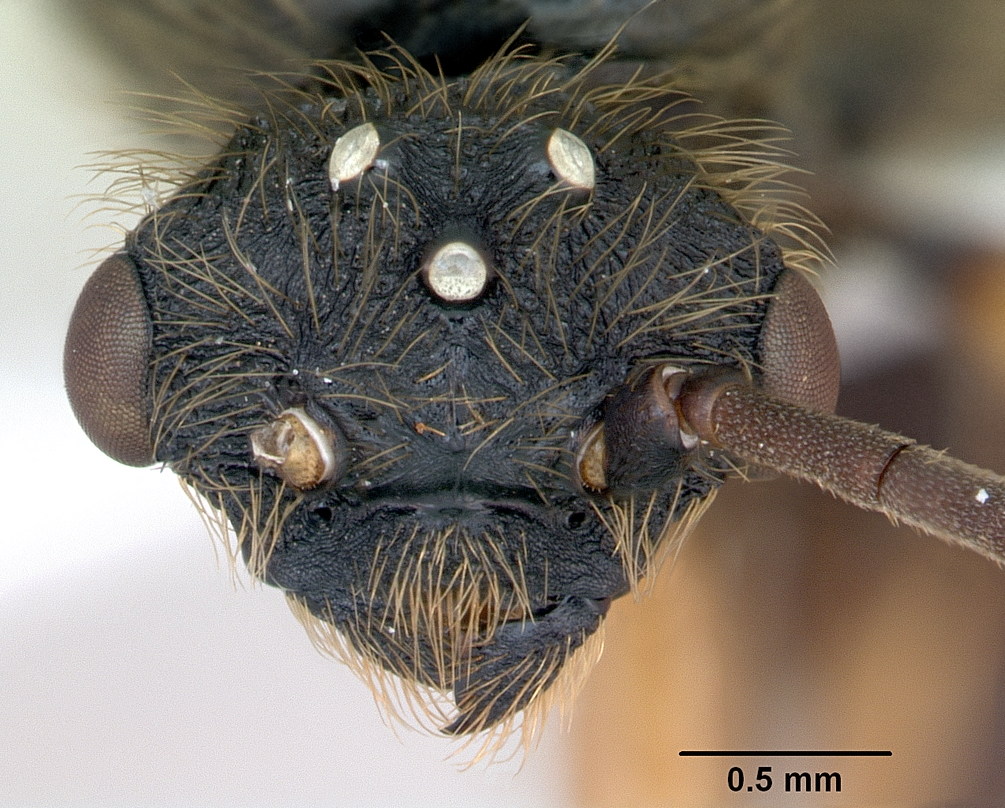
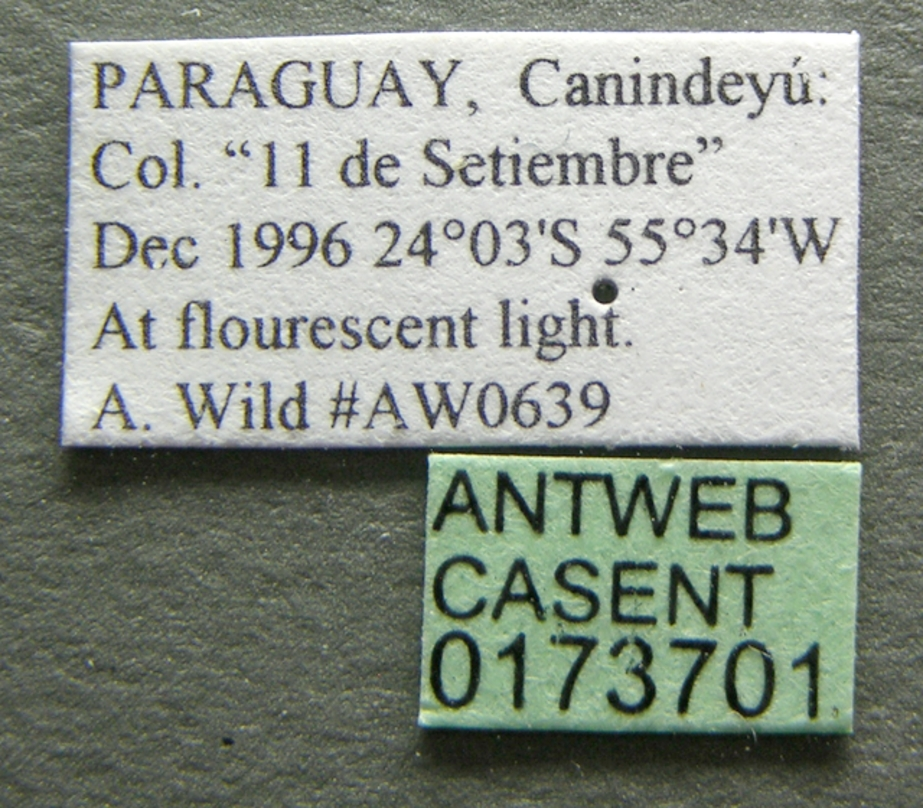
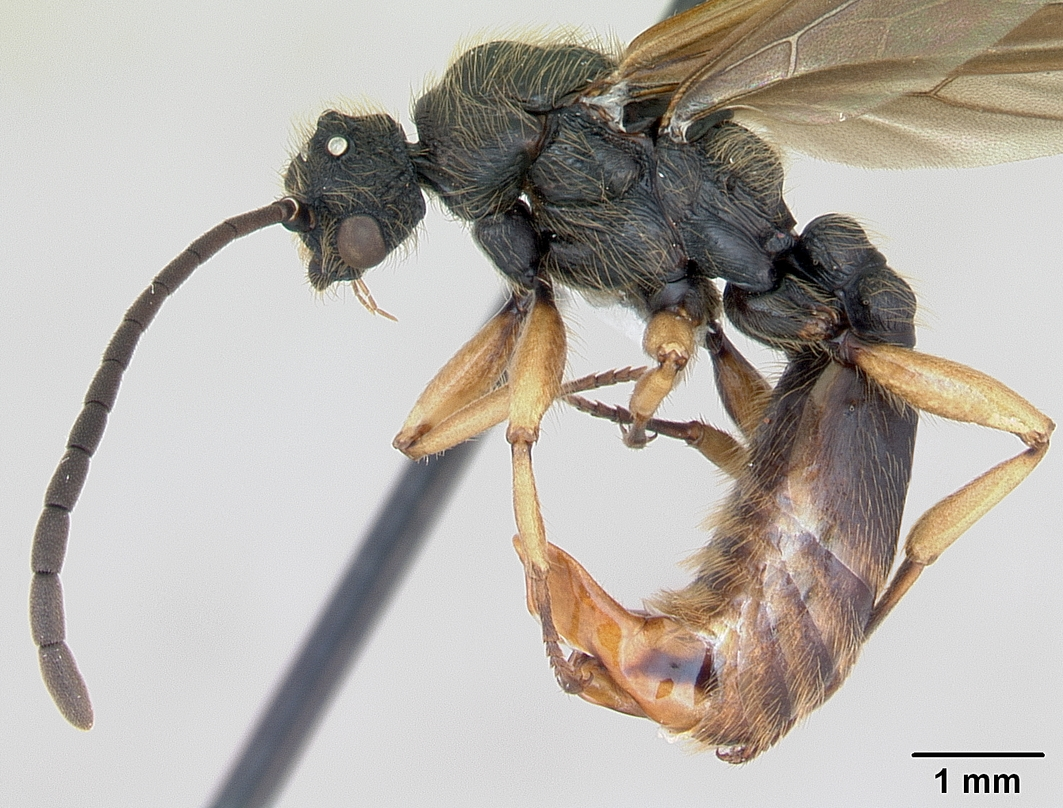
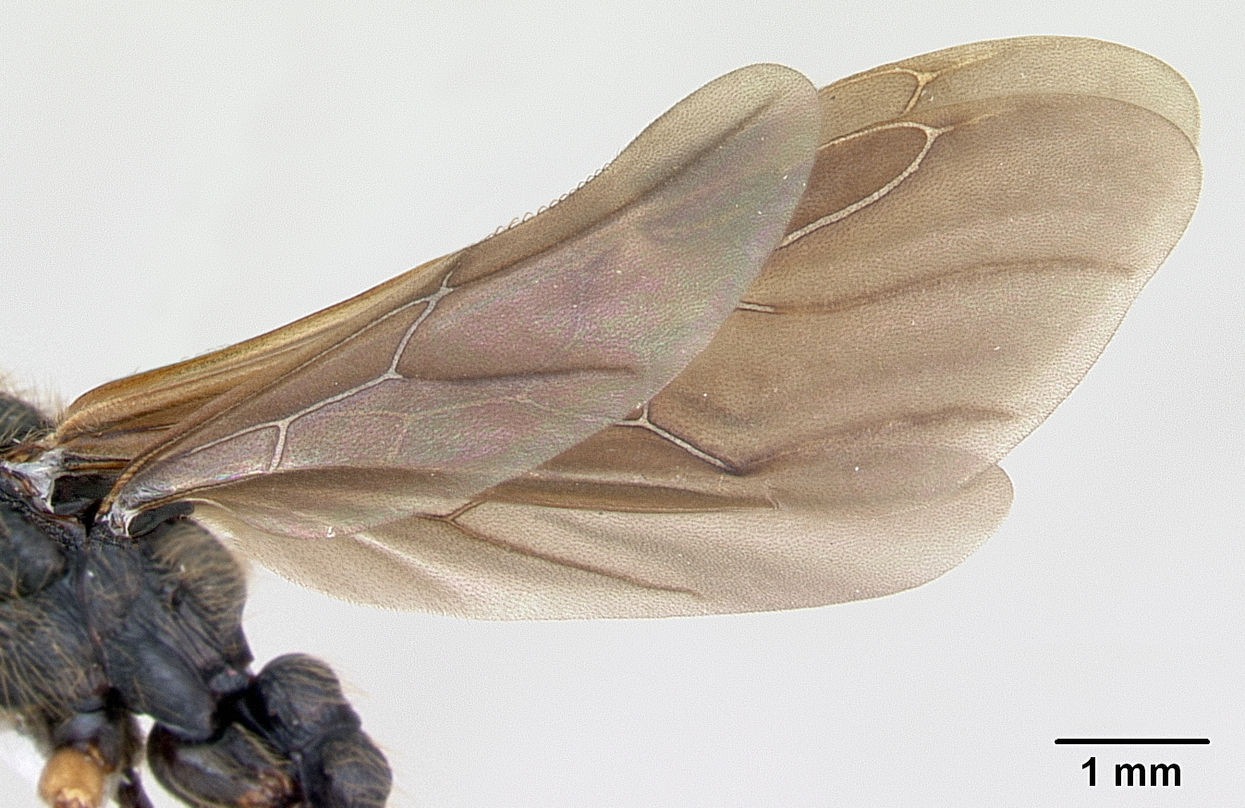
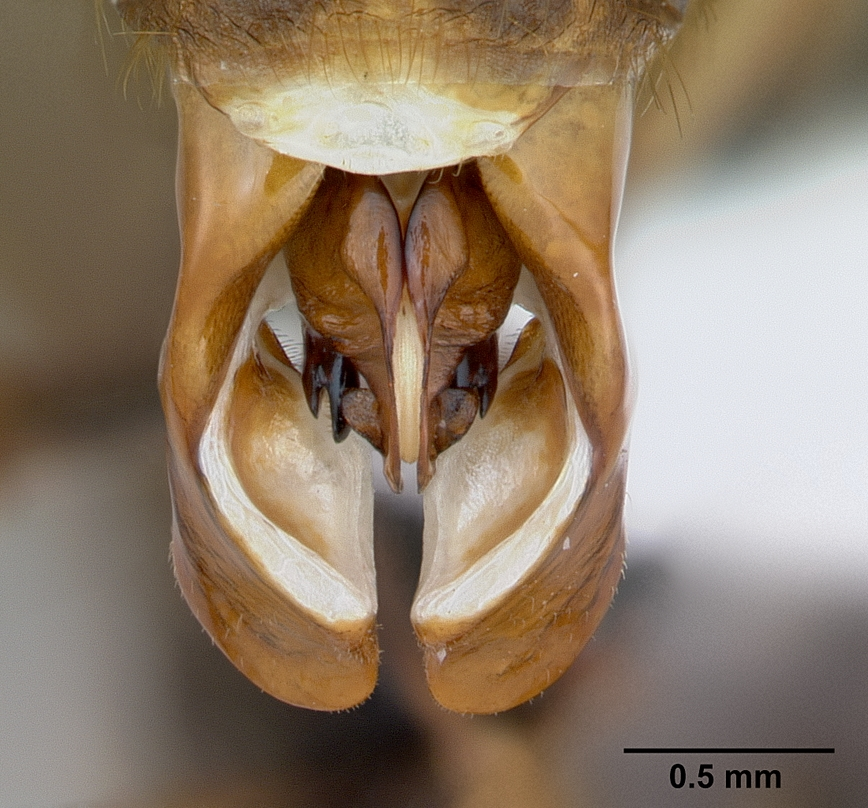